# 彭済群

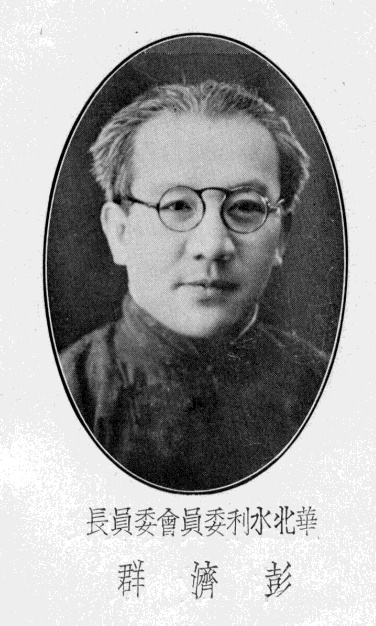

彭 済群（ほう さいぐん／ほう せいぐん、繁体字: 彭濟群; 簡体字: 彭济群; 拼音: Péng Jìqún; ウェード式: Peng Chi-Chün、1895年（清光緒21年） - ?）は、中華民国の政治家・水利技術者。字は志雲。盛京将軍管轄区奉天府鉄嶺県の人。

## 事績
若年時代にフランスに留学し、パリ建築学校で技師の資格を取得した。帰国後は中央観象台気象科科長となり、私立北京中法大学で数学の教授も務めている。1928年（民国17年）12月末に、国民政府に易幟した遼寧省政府で建設庁庁長に任命された。翌1929年（民国18年）11月、国立北平研究院天算部部長となり、さらに中央研究院水利研究会会員も兼ねている。
1931年（民国20年）5月、国民会議に遼寧省代表として出席した。1936年（民国25年）2月、国民政府華北水利委員会委員長に任命され、1941年（民国30年）9月、行政院全国水利委員会委員となっている。1945年（民国34年）9月、嫩江省政府主席に抜擢されたが、翌年4月には東北民主連軍の攻勢に遭って逃亡を余儀なくされ、以後、名目のみの省政府主席となった。1947年（民国36年）9月、国民政府主席東北行轅秘書長となり、翌月には東北行轅政務委員会委員も兼ねている。1949年（民国38年）9月、東北剿匪総司令部政務委員会常務委員に任ぜられた。以後、彭済群の行方は不詳である。

## 注
1. 1 2  徐主編（2007）、1928頁。
2. 1 2  劉国銘主編（2005）、2222頁。